# Isostasi
Isostasi (af græsk ἴσος (ísos) "lige", og στάσις (stásis) "stilstand") er den geologiske ligevægtstilstand mellem lithosfæren og asthenosfæren.
Lithosfæren "flyder" i asthenofæren omtrent som isbjerg i vand således, at bjergkædernes store masse synker dybt ned i lithosfæren og dermed fordeler vægten på omgivelserne uden at trænge ned i asthenosfæren.
Efter at indlandsisen forsvandt fra Skandinavien for ca. 11.000 år siden, blev trykket på underlaget lettet, og dermed flyder lithosfæren langsomt op igen. Denne landhævningsproces er fortsat i gang i Skandinavien.

## Isostatiske virkninger af aflejring og erosion
Når store mængder sediment er deponeret på en bestemt region, kan den enorme vægt af det nye sediment få skorpen nedenunder til at synke. På samme måde kan store mængder af materiale, når det er eroderet væk fra en region, få landet under til at stige for at kompensere for det mindskede tryk. Derfor vil en bjergkæde mens den eroderes blive skubbet opad (til en vis grad) for dermed at blive eroderet yderligere. Nogle af de geologiske lag, som nu bliver synlige på jordoverfladen har tilbragt meget af deres historie på store dybder under overfladen begravet under andre lag.
En analogi kan gøres med et isbjerg — det flyder altid med en vis andel af dets masse under vandoverfladen. Hvis mere is føjes til toppen af isbjerget, vil isbjerget synke dybere ned i vandet. Hvis et lag is bliver skåret ud fra toppen af isbjerget, vil det resterende isbjerg stige. På samme måde flyder Jordens lithosfære på asthenosfæren.

## Isostatiske virkninger af pladetektonik
Når kontinenter støder sammen, kan kontinentalpladerne blive tykkere på deres kanter i kollisionen. Hvis dette sker vil meget af den fortykkede skorpe bevæge sig nedad i stedet for op. Tanken om at kontinentale sammenstød opbygger bjerge er derfor en forenkling. I stedet kan skorpen blive tykkere og den øverste del af den fortykkede skorpe kan blive en bjergkæde.
Dog er nogle kontinentale sammenstød langt mere komplekse end dette, og regionen er muligvis ikke i isostatisk ligevægt, så dette emne skal behandles med forsigtighed.

## Isostatiske virkningerne af iskapper
Dannelsen af iskapper kan forårsage at jordens overflade synker. Omvendt kan isostatiske postglaciale landhævninger observeres i områder, hvor iskapper for relativt nyligt er smeltet bort. Dette ses f.eks. i områderne omkring Østersøen og Hudson Bay. Efterhånden som isen trækker sig tilbage vil belastningen på den regionale lithosfære og asthenosfære blive reduceret og de hæver sig tilbage mod deres ligevægtsniveauer. På denne måde er det muligt at finde tidligere marint dannede klinter og tilknyttede bølgedannede platforme hundredvis af meter over det nuværende havniveau. Landhævninger er så langsomme bevægelser, at de der er forårsaget af afslutningen af sidst istid fortsat er i gang.